# Národní park Čitvan
Národní park Čitvan (nepálsky चितवन राष्ट्रिय निकुञ्ज, transliterováno Čitavana rāštrija nikuňdža, anglicky Chitwan National Park) je nejstarší národní park v Nepálu. Pod názvem Royal Chitwan National Park byl založen v roce 1973 a v roce 1984 byl zařazen na seznam Světového dědictví UNESCO. Rozkládá se na ploše 932 km² a nachází se v subtropických terai na jihu centrální části Nepálu, v okrese Čitvan. Nadmořská výška se pohybuje od 100 m n. m. v údolích do 815 m n. m. v Churia Hills.
Na severu a na západě tvoří říční systém řek Gandak a Rapti přirozenou hranici oddělující park od lidských sídel. Na východě k parku přiléhá chráněná oblast Parsa, na jihu park sousedí s indickou tygří rezervací Valmiki. Celková chráněná plocha o výměře 2075 km² tvoří hlavní část tzv. Tygří ochranné zóny (Tiger Conservation Unit, TCU) Čitvan-Parsa-Valmiki, obrovského území lužních luk a subtropických vlhkých listnatých lesů o celkové ploše 3549 km².

## Historie
Od konce 19. století byl Čitvan, přezdívaný Srdce džungle (Heart of the Jungle), oblíbeným zimním lovištěm nepálské aristokracie. Do roku 1950 byla cesta z Káthmándú na jih Nepálu svízelná a oblast byla dosažitelná pouze pěšky. V oblasti známé jako Čtyřmílový les (Four Mile Forest, चार कोसे झाडी) byly proto vybudovány pohodlné tábory pro vznešené lovce a jejich doprovod, ti zde přebývali vždy několik měsíců a stříleli stovky trofejních zvířat - tygry, nosorožce, levharty a medvědy pyskaté.
V roce 1950 se Čitvanské lesy a louky rozkládaly na ploše 2600 km² a byly domovem asi 800 nosorožců. Když se chudí zemědělci z úbočí začali stěhovat do Čitvanského údolí při hledání orné půdy, oblast byla otevřena pro osidlování. V souvislostí s tím došlo k nekontrolovatelnému nárůstu pytláctví. V roce 1957 přijal Nepál první zákon na ochranu nosorožců a jejich biotopu. V roce 1959 provedl Edward Pritchard Gee průzkum oblasti a doporučil vytvoření chráněného území severně od řeky Rapti a přírodní rezervace na jih od řeky na zkušební dobu deseti let. Po dalším průzkumu v roce 1963, tentokrát na společnou žádost Fauna Preservation Society (FPS) a International Union for Conservation of Nature (IUCN) doporučil rozšíření rezervace na jihu.
Do konce 60. let 20. století bylo 70% džungle v Čitvanu vymýceno za rozsáhlého použití DDT, v oblasti se usadily tisíce lidí a zůstalo jen 95 nosorožců. Dramatický pokles populace nosorožců a rozsah pytláctví přinutil vládu zavést tzv. Gaida Gasti - nosorožčí hlídku zaměstnávající 130 ozbrojených mužů a využívající síť strážních stanovišť po celém Čitvanu. V prosinci 1970 byl předložen plán na založení národního parku, hranice byly vymezeny v následujícím roce a park byl oficiálně vyhlášen v roce 1973. Zpočátku zahrnoval oblast o výměře 544 km².
V roce 1977 byl park rozšířen na dnešní plochu 932 km². V roce 1997 byla vytvořena nárazníková pásma o celkové rozloze 766 km², na západ od Gandaku a na sever od Rapti a dále mezi jihovýchodní hranicí parku a mezinárodní hranicí s Indie.
Ředitelství parku sídlí v Kasaře. V blízkosti byla založena záchranná centra pro želvy a gaviály. V roce 2008 bylo slavnostně otevřeno centrum zaměřené na záchranu dvou druhů v Nepálu kriticky ohrožených supů - supa bengálského (Gyps bengalensis) a supa tenkozobého (Gyps tenuirostris).

## Klimatické podmínky

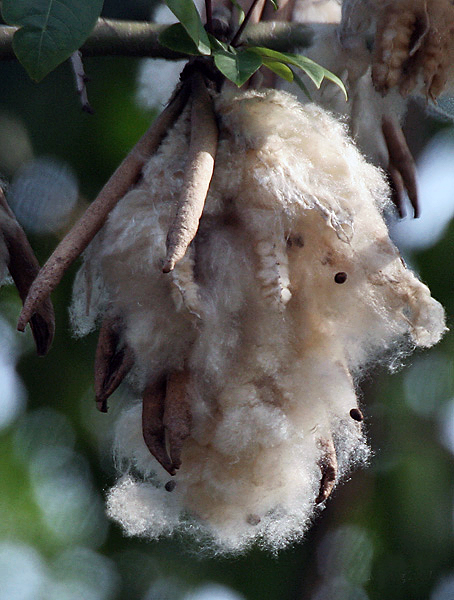
Kapok

Oblast se nachází v centrálním klimatickém pásmu Himálaje, kde monzun začíná v polovině června a ustupuje na konci září. Během těchto 14-15 týdnů spadne většina z 2500 mm ročních srážek - monzunové deště. Poté, co v polovině října monzunová mračna mizí, vlhkost klesá a nejvyšší denní teplota postupně klesá z ± 36 °C až k ± 18 °C. V noci se ochlazuje až na 5 °C na konci prosince, kdy obvykle několik dní řídce prší. Pak teploty opět postupně stoupají.

## Vegetace
Typickou vegetací terai jsou himálajské subtropické listnaté lesy s převahou salových stromů (Shorea robusta), které pokrývají asi 70% rozlohy národního parku. Nejčistší porosty salů se vyskytují na dobře odvodňovaných plochách v centru parku. Na jižních svazích Churia Hills rostou saly společně s borovicemi (Pinus roxburghii). Na severních svazích saly rostou spolu s menšími kvetoucími stromy a keři druhů jako Terminalia bellirica, dalbergia šišam (Dalbergia sissoo), Anogeissus latifolia, Dillenia indica a Garuga pinnata a liánami jako Bauhinia vahlii a Spatholobus parviflorus.
Sezónní lesní požáry a záplavy a eroze neustále mění mozaiku lesa a lužních luk na březích řek. Na čerstvých nánosech v nížinách dominují skupiny akácií (Acacia catechu) a dalbergií (Dalbergia sissoo), následované háji kapoků (Ceiba Bombax) a stromů druhu Trewia nudiflora, jejichž plody, nazývány nosorožčí jablka (rhino apples) mají nosorožci ve velké oblibě. Podrost tvoří keře Callicarpa macrophylla, Clerodendrum sp. a Phyllanthus emblica nabízející útočiště pro širokou škálu živočichů.
Savany a pastviny pokrývají asi 20% plochy parku. Roste zde více než 50 druhů trav včetně některých druhů patřících k nejvyšším na světě, např. obří třtiny Saccharum ravennae a Arundo Donax, rákos Phragmites karka a několik druhů pravých trav (Poaceae). Třtina Saccharum spontaneum je jednou z prvních trav kolonizujících nové písčiny a je zase pravidelně odplavována monzunovými záplavami.

## Fauna

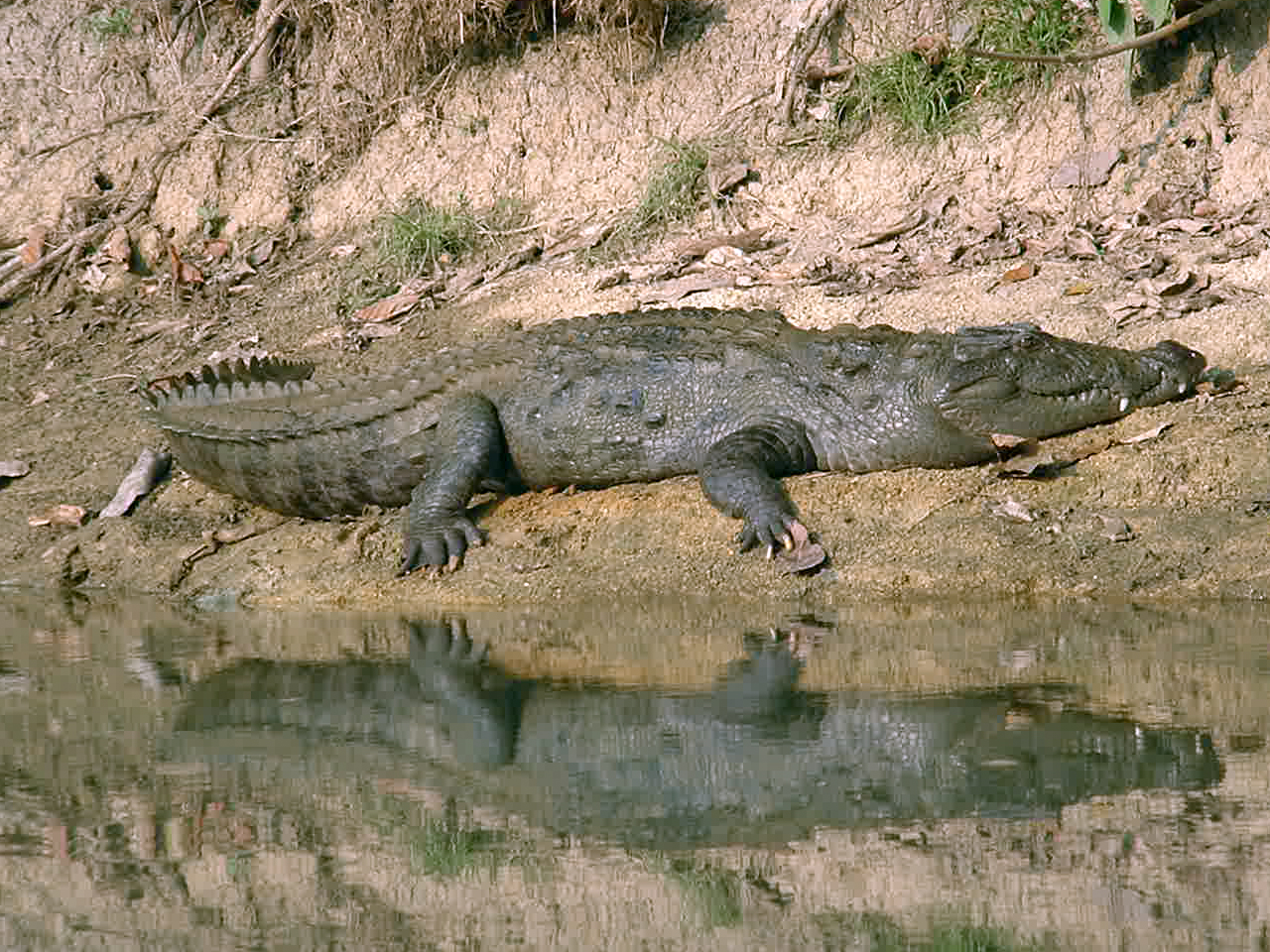
Krokodýl bahenní

Široká škála vegetačních typů dělá z národního parku Čitvan místo k životu pro více než 700 druhů volně žijících živočichů. Všechny druhy zde žijících motýlů, brouků a dalšího hmyzu ještě ani nebyly prozkoumány. Kromě kobry královské (Ophiophagus hannah) a krajty tygrovité (Python molurus) zde žije dalších 17 druhů hadů, želvy a varani. Říční systém řek Gandak a Rapti včetně jejich malých přítoků a jezera Oxbow poskytuje útočiště nejméně 113 druhům ryb a krokodýlům bahenním (Crocodylus palustris).
Na počátku roku 1950 se v řece Gandak vyskytovalo asi 235 gaviálů (Gavialis gangeticus). Populace se dramaticky zmenšila na pouhých 38 jedinců v roce 2003. Každý rok jsou sbírána na březích řek gaviálí vejce, aby se vylíhla v chovném centru Gharial Conservation Project, kde jsou zvířata chována až do věku 6-9 let. Každý rok jsou mladí gaviálové znovu vypouštěni do řek v parku, bohužel jen velmi málo jedinců přežije.

### Savci

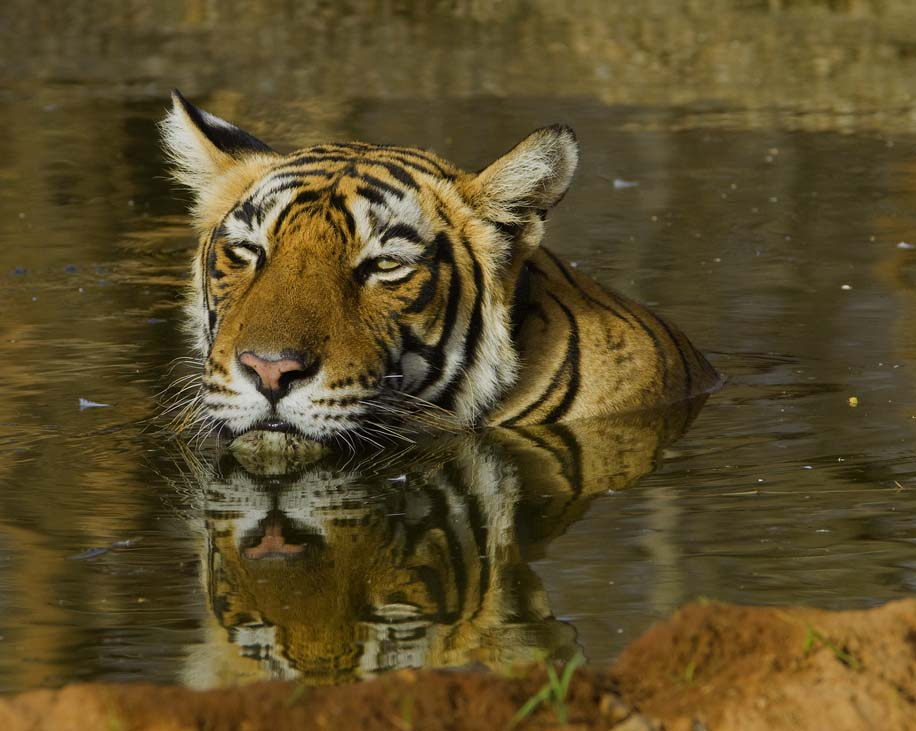
Bengálská tygřice

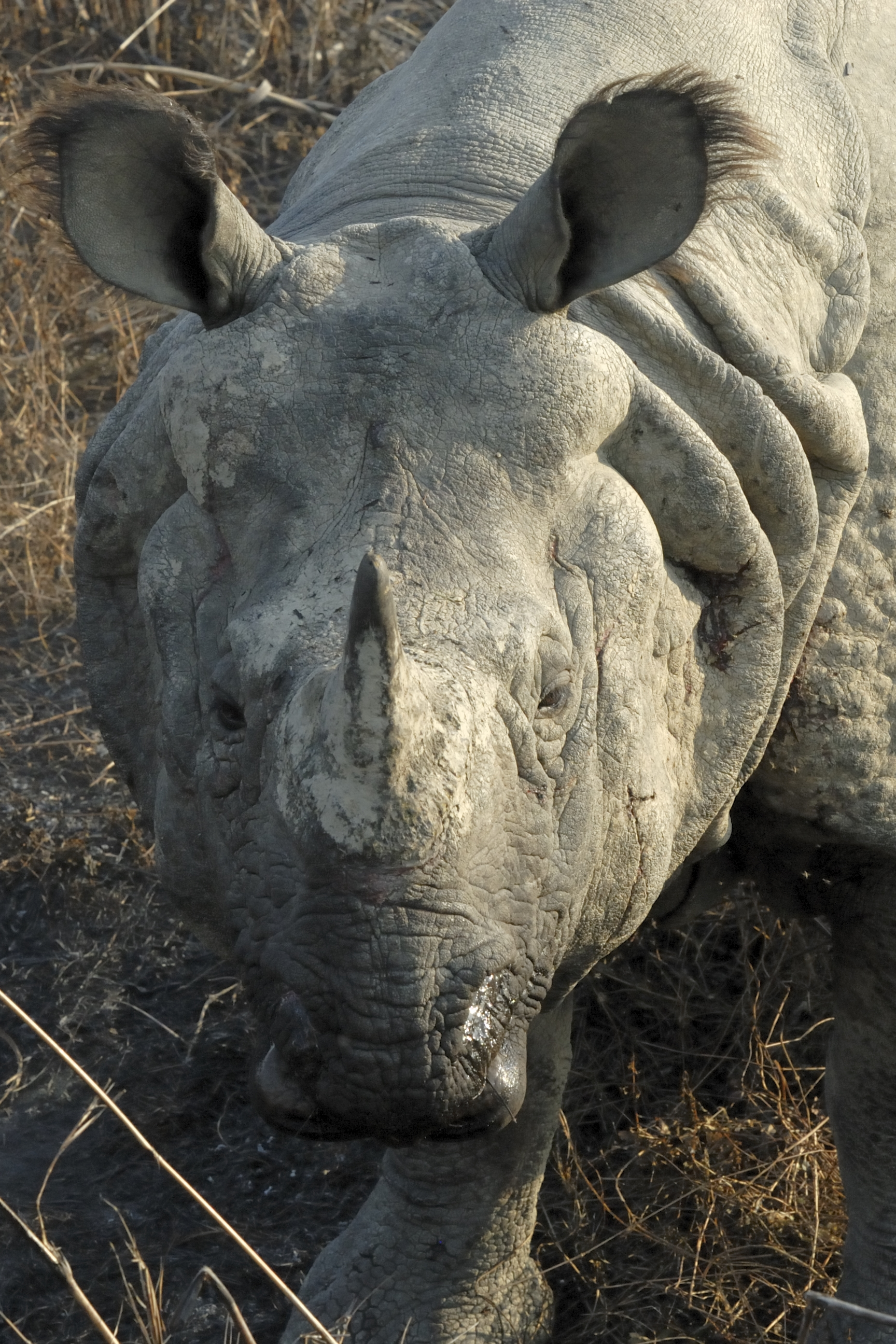
Nosorožec indický

Národní park Chitwan je domovem nejméně 43 druhů savců včetně "krále džungle" tygra indického (Panthera tigris tigris). Oblast terai je jedním z nejlepších tygří stanovišť na světě. Za několik let od založení národního parku Čitvan se původně malá populace asi 25 tygrů zvýšila na 70-110 v roce 1980. V některých letech se počet jedinců snížil v důsledku pytláctví a záplav. V dlouhodobé studii prováděné v letech 1995-2002 výzkumníci identifikovali relativní hojnost 82 plodných tygrů při průměrném počtu 6 tygřic na 100 km². Levharti (Panthera pardus) se vyskytují spíše na okrajích parku. Dokáží koexistovat s tygry, ale ve společenské hierarchii stojí níže a jejich výskyt v hlavních oblastech výskytu tygra není obvyklý. V roce 1988 byl odchycen vně chráněné oblasti levhart obláčkový (Neofelis nebulosa). Poté, co byl opatřen obojkem s radiovysílačem, byl vypuštěn do parku, ale nezůstal.
Další kočkovité šelmy žijící v parku jsou kočka rybářská (Prionailurus viverrinus), kočka bažinná (Felis chaus), kočka bengálská (Prionailurus bengalensis), a vzácně kočka mramorovaná (Pardofelis marmorata). Čitvan je považován za místo s největší hustotou populace medvěda pyskatého (Melursus ursinus), žije zde 200 až 250 jedinců. Vydra hladkosrstá (Lutrogale perspicillata) obývá četné potoky a říčky. Šakal obecný (Canis aureus) je běžný. Liška džunglová (Vulpes bengalensis), linsang pruhovaný (Prionodon linsang), oviječ skvrnitý (Paradoxurus hermaphroditus), cibetky, promyky mungo (Herpestes edwardsi), několik druhů jezevců a charza žlutohrdlá (Martes flavigula) pátrají po kořisti v džungli. Dhoulové (Cuon alpinus) jsou vzácní. Hyena žíhaná (Hyaena hyaena) se vyskytuje především na jižních svazích Churia Hills.
Počet nosorožců indických (Rhinoceros unicornis) od roku 1973 díky pečlivé ochraně vzrostl na 544 jedinců na přelomu století. Pro zajištění přežití druhu v případě epidemie je od roku 1986 každoročně převezeno několik zvířat z Čitvanu do Národního parku Bardia a Sukla Phanta Wildlife Reserve. Populaci také stále ohrožují pytláci – jen v roce 2002 zabili 37 zvířat, aby mohli prodat jejich rohy na černém trhu.
Čas od času zabloudí do Čitvanu divoký sloní samec ze sousedního indického Národního parku Valmiki, zřejmě při hledání sloních samic, se kterými by se mohl pářit.
Gaurové (Bos gaurus) tráví většinu roku v méně přístupných Churia Hills v jižní části národního parku. Když však na jaře odezní sucha a znovu začnou růst svěží zelené trávy, sestoupí do lužních luk a lesů, kde se pasou a procházejí. Počet těchto nejmohutnějších žijících divokých turů v národním parku Čitvan se mezi roky 1997 a 2007 zvýšil ze 188 na 296 zvířat.
Vedle četných prasat divokých (Sus scrofa) park obývají i další kopytnatci – sambar (Rusa unicolor), muntžak (Muntiacus sp.), axis indický (Axis axis) a axis vepří (Axis porcinus). Antilopa čtyřrohá (Tetracerus quadricornis) obývá převážně kopce. Dále zde žije například makak rhesus (Macaca mulatta), hulman posvátný (Semnopithecus entellus), luskoun tlustoocasý (Manis crassicaudata), dikobraz srstnatonosý (Hystrix indica), několik druhů poletuch, zajíců a králíků.

### Ptáci

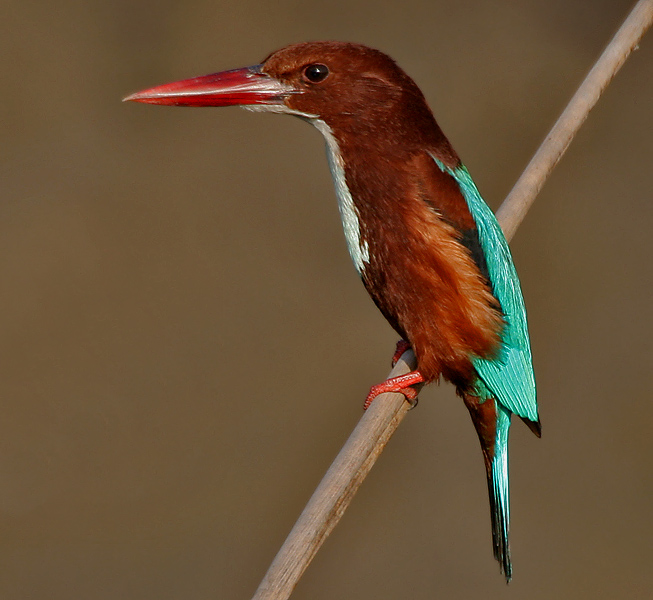
Ledňáček hnědohlavý

Každý rok se amatérští i profesionální ornitologové věnují pozorování ptactva a průzkumu ptačích druhů vyskytujících se v parku. V roce 2006 zde napočítali 543 druhů ptáků, mnohem více než v jakékoli jiné chráněné oblasti Nepálu včetně asi dvou třetin nepálských ohrožených ptačích druhů. Na jaře 2008 bylo dále pozorováno 20 chocholáčků sýkorčích (Yuhina nigrimenta), párek strdimilů rudohřbetých (Aethopyga gouldiae), párek alexandrů duhových (Psittacula roseata) a jeden chřástal proužkovaný (Gallirallus striatus), nevšední zimní host.
Zejména lužní louky jsou důležitým stanovištěm pro kriticky ohroženého dropa bengálského (Houbaropsis bengalensis), dále zde žije marabu indomalajský (Leptoptilos javanicus), prinie šedočapková (Prinia cinereocapilla), frankolín bažinný (Francolinus gularis) a několik druhů cvrčilek (Locustella sp.). V roce 2005 bylo pozorováno ve třech různých typech lučních společenstev více než 200 timálií šídlozobých. Anhinga rezavá (Anhinga melanogaster) se zdržuje především v okolí jezer, kde hnízdí též mnoho volavek, bukačů, čápů a ledňáčků. Pávi a další hrabaví ptáci si hledají obživu v lesích.
Park je jedním z mála známých hnízdišť ohroženého orla indického.
Kromě sídlících ptáků dalších 160 druhů tažných ptáků dorazí do Chitwanu každý rok na podzim ze severních zeměpisných šířek, aby zde přečkali zimu, mezi nimi i orel volavý (Aquila clanga), orel královský (Aquila heliaca) a orel páskovaný (Haliaeetus leucoryphus). Známá pozorování zahrnují husici rezavou (Tadorna ferruginea) a morčáka velkého (Mergus merganser). Velká hejna hus indických (Anser indicus) si zde jen krátce odpočinou na pár dní v únoru na cestě severu.
Jakmile se zimní návštěvníci park na jaře opustí, dorazí letní návštěvníci z jižních zeměpisných šířek. Volání kukaček je předzvěstí začátku jara. Barevné pity (Pitta sp.) a různé druhy srdimilů (Nectariniidae) jsou běžnými návštěvníky v době monzunu. Mezi mnoha druhy lejskovcovitých ptáků se obzvláště vyjímá lejskovec rajský (Terpsiphone paradisi) s velmi dlouhými ocasními pery. Na jeho let, při kterém za ním ocasní pera elegantně vlají, je úchvatný pohled.

## Turistika

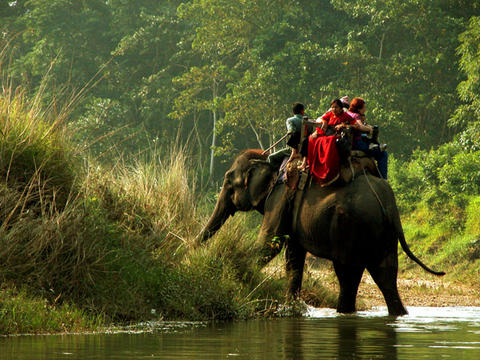
Safari na slonech

Národní park Chitwan je jednou z nejpopulárnějších nepálských turistických destinací. V roce 1989 jej navštívilo více než 31 000 lidí, o deset let později již více než 77 000 turistů.
Uvnitř parku bylo vybudováno několik turistických chat, které nabízejí ubytování s plnou penzi v kombinaci se safari no slonech či v Jeepech, vyjížďkami na raftech a procházkami džunglí s průvodcem. Nejstarší Safari Lodge je Tiger Tops Jungle Lodge přijímající hosty již od roku 1972, ještě před oficiálním založením národního parku. Tiger Tops byla průkopníkem zodpovědné ekoturistiky a podporuje dlouhodobé monitorování tygří populace v rámci projektu "Long-term Tiger Monitoring Project" mezinárodní organizace International Trust for Nature Conservation. Sponzoruje též antipytlácké jednotky střežící park.
Vhodným místem k ubytování na okraji národního parku je vesnice Sauraha. Je dobře dostupná z blízkého Bharatpurského letiště. Sauraha nabízí výběr hotelů, chat, restaurací a agentur, které organizují výlety do chráněné oblasti.

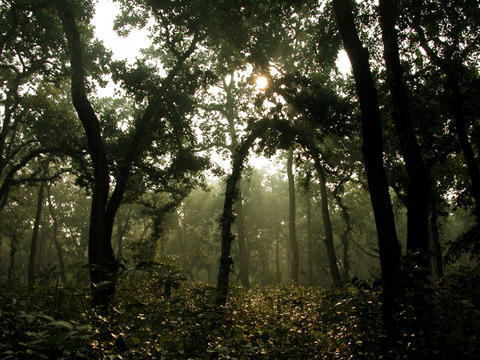
Salový les
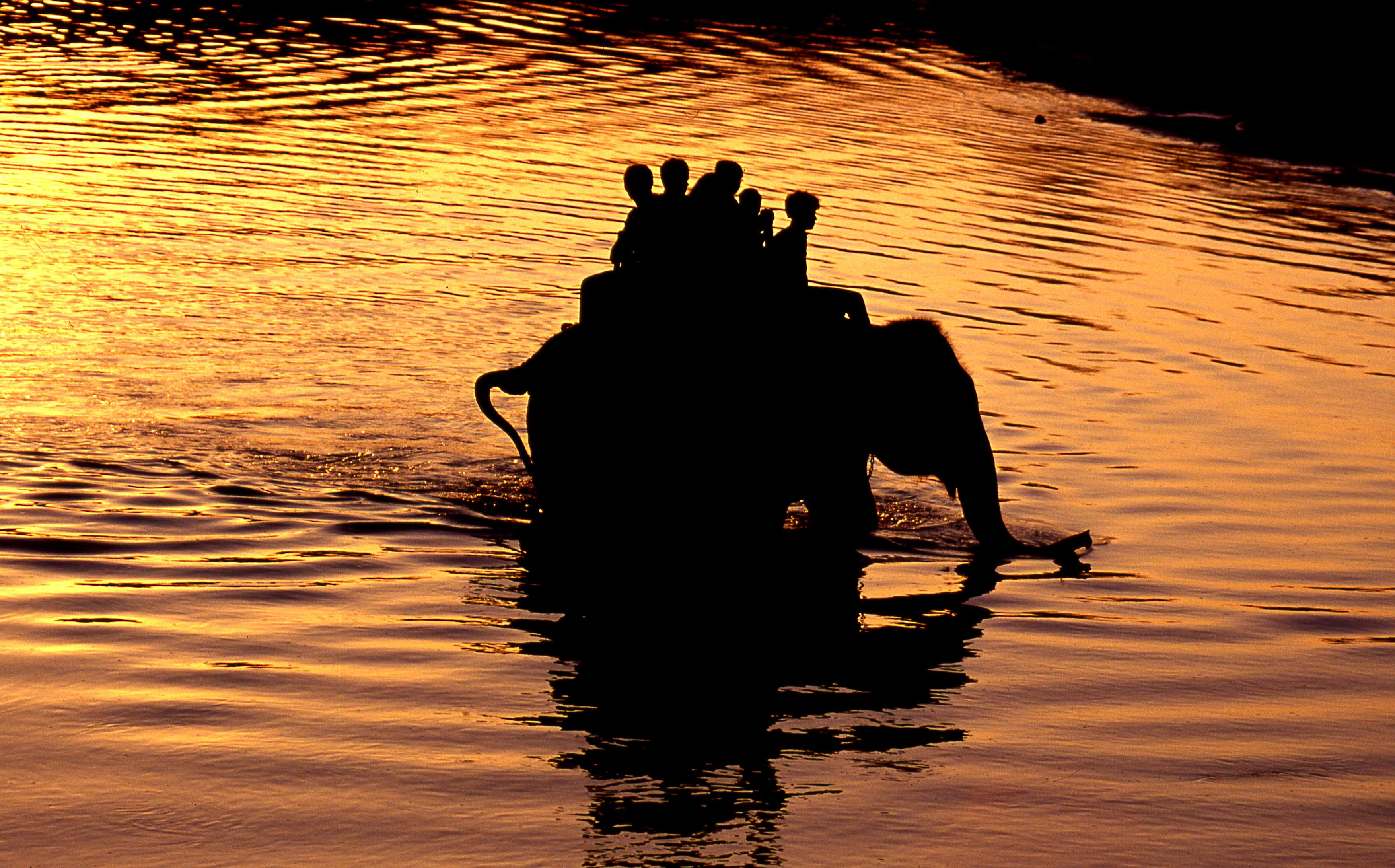
Safari na slonech
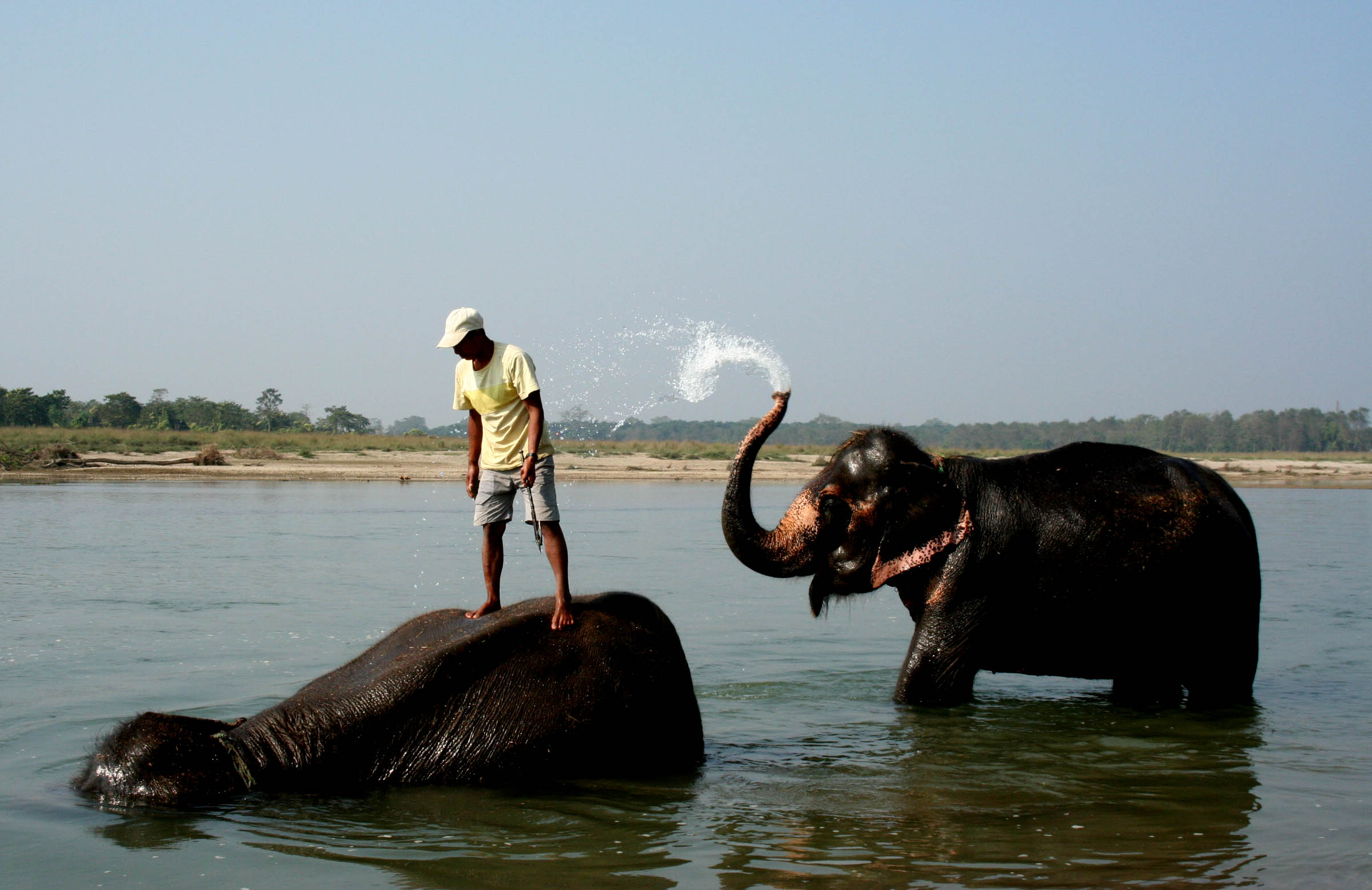
Koupání slonů
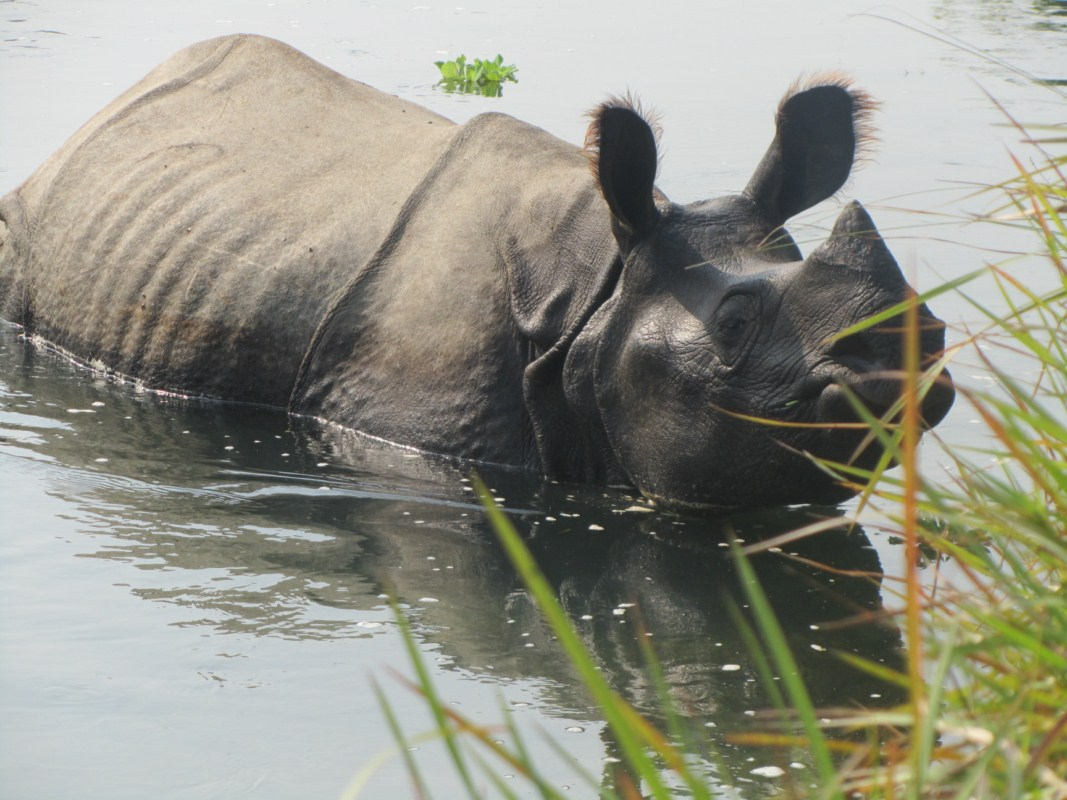
Nosorožec v jezírku
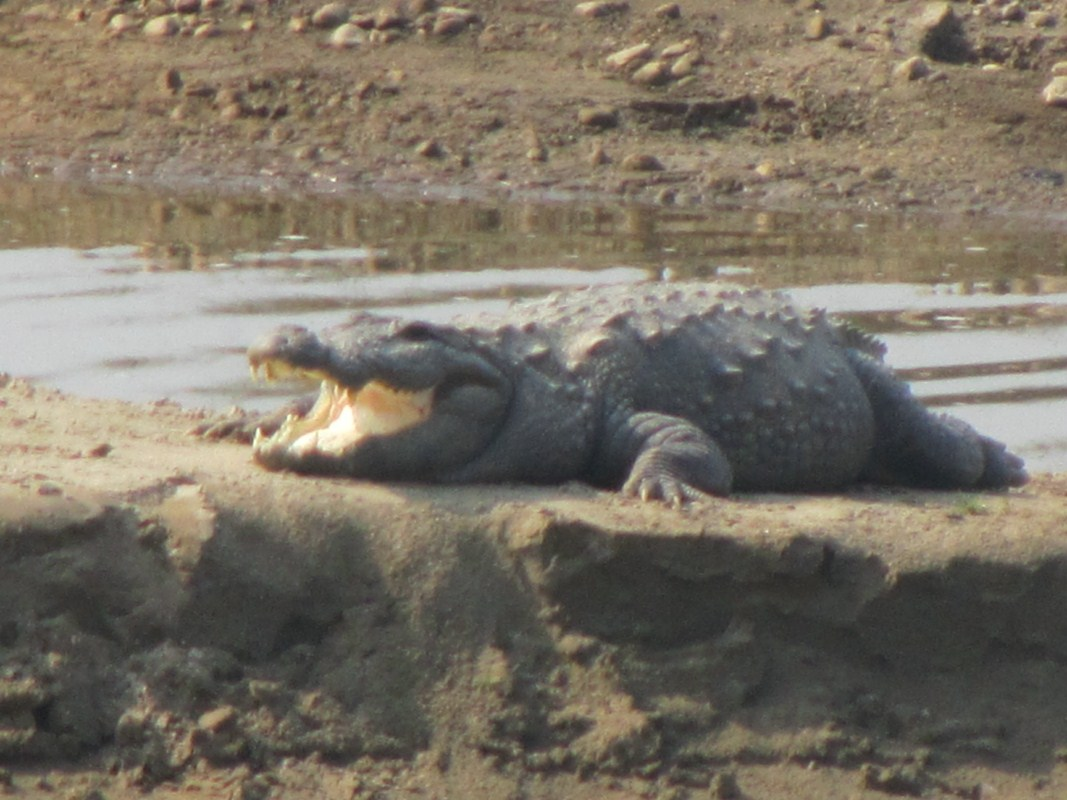
Slunící se krokodýl